# Rochebrune (Drôme)
 Rochebrune  es una población y comuna francesa, situada en la región de Ródano-Alpes, departamento de Drôme, en el distrito de Nyons y cantón de Buis-les-Baronnies.

## Demografía
| 40 | 30 | 45 | 54 | 48 | 45 |
| Para los censos de 1962 a 1999 la población legal corresponde a la población sin duplicidades (Fuente: INSEE [Consultar]) |    |    |    |    |    |